# 萌宠流浪记
《萌宠流浪记》是一部2019年美国的3D电脑动画动作冒险喜剧电影。由凯文·约翰逊執導，主要配音员有大肖恩、帕梅拉·阿德隆和露西·黑尔。在2021年5月28日於Netflix上架。

## 剧情简介
麻烦（Trouble）是一只生活在所有奢侈品中的狗，并且与其富有的主人没有任何并发症，但是当她去世时，这只狗将不得不学习生活，而没有使用它的任何奢侈品。在没有钱的情况下，在他一直住的豪宅外面，特拉斯托不得不面对这条街的危险，直到他的小路与佐伊（Zoe）交叉，后者欢迎他回家。但是，对于麻烦（Trouble）来说，要避免被前任所有者的贪婪的侄子所困，并不会带来安宁，后者需要他来收集前任所有者全部遗留给麻烦（Trouble）的遗产。

## 外部連結
- 互联网电影数据库（IMDb）上《萌宠流浪记》的资料（英文）
- 爛番茄上《萌宠流浪记》的資料（英文）
- 豆瓣电影上《萌宠流浪记》的資料 （简体中文）